# Cinclocerthia ruficauda
Tremedor-castanho (Cinclocerthia ruficauda) é uma espécie de ave da família Mimidae.
Pode ser encontrada nos seguintes países:
Os seus habitats naturais são: florestas secas tropicais ou subtropicais , florestas subtropicais ou tropicais húmidas de baixa altitude e florestas secundárias altamente degradadas.